# 모비온
모비온(영어: MOVION)은 차세대 전기차 구동 기술 e-코너 시스템이 장착된 현대모비스의 실증차이다.

## 상세
2024년 1월 9일, CES 2024에서 공개됐다.
모비온은 현대모비스와 시작을 뜻하는 영어단어 온(ON)의 합성어로 전동화 중심으로 모빌리티를 새롭게 정의하고 선도하겠다는 현대모비스의 의지가 담겨있다.
모비온에는 인휠(In-Wheel)에 제동, 조향, 서스펜션 기능까지 통합한 e-코너 시스템, 자율주행 센서, 램프 기술이 탑재됐다. 네 바퀴를 개별적으로 제어할 수 있어 크랩주행과 대각선 주행, 제자리 회전 등이 가능하며 주변 360도 바닥에 주행 방향을 투영하거나, 보행자 발견 시 횡단보도 줄무늬를 생성할 수 있는 노면 조사(Ground Projection) 기능이 적용됐다.

## 같이 보기
현대모비스
E-코너 모듈
인휠 시스템